# 星野マヤ
星野 マヤ（ほしの マヤ、1977年7月7日 - ）は、イギリス、ロンドン出身の日本の女優。かつてはスペースクラフトに所属していた。

## 略歴
イギリス人の父、日本人の母のもとに生まれ、18歳までロンドンで育つ。
2000年代前半に女優として活動し、2003年に『超星神グランセイザー』で雨宮涼子 / セイザーヴェルソーを演じた。

## 出演

### 映画
- ザ・ヤクザ 炎の復讐 The Yakuza Way （梨果役）
- ダブル・デセプション〜共犯者 （マリア役）
- ワニ女の逆襲 （星野エリカ役）
- KILLERS キラーズ CANDY （桜井めぐみ役）
- 稲川淳二戦慄のホラー TATTOO （明美役）

### テレビドラマ
- TRICK（2002年、テレビ朝日）＃6話　受付嬢役
- 超星神グランセイザー（2003年～2004年、テレビ東京） - 雨宮涼子 / セイザーヴェルソー役
- ウルトラマンマックス（2005年）- 変身怪人ピット星人ピット・レオール人間体役
- 逃亡者 おりん （2007年2月16日）＃16話　孔雀役

### DVD
- 超星神グランセイザー スーパーバトルメモリー （2005年、雨宮涼子）

### テレビ
- スタジオパークからこんにちは（「アナウンサーにQ」アシスタント）
- 私的チャイナビ （TBS 2005年11月）
- オフィスへの道 （BSジャパン 2006年4月 - 7月）
- （株）洋楽 （BS CS FUJI 2006年 - ）

## 書籍

### 写真集
- 超星神グランセイザーヒロインズ SAZER VISUAL（2004年4月、角川書店）ISBN 4-04-853745-8